# Plectrohyla avia
Plectrohyla avia és una espècie de granota que es troba a Guatemala i Mèxic.
Està amenaçada d'extinció per la pèrdua del seu hàbitat natural.